# Традиційний знак «Шарнгорст»

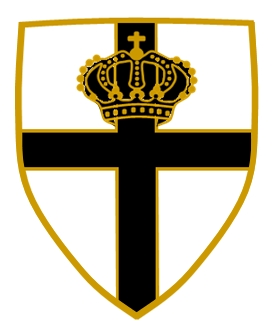
Традиційний знак «Шарнгорст».

Традиційний знак «Шарнгорст» (нім. Scharnhorst-Traditionsabzeichen) — відзнака НСДАП, яку носили члени молодіжного союзу «Шарнгорст».

## Історія
Німецький молодіжний союз «Шарнгорст» — воєнізована організація часів Веймарської республіки. Після приходу Гітлера до влади союз припинив своє існування, а його члени перейшли в Гітлер'югенд, проте їм дозволили носити знак організації на військовій формі. 
В сучасній Німеччині носіння, виготовлення та публічна демонстрація знаку заборонені.

## Опис
Знак має форму білого щита з позолоченою оправою, на якому зображені чорний хрест і позолочена корона. На зворотному боці — вертикальна шпилька для кріплення до одягу.
Існувала версія знаку для цивільного одягу, на якій оправа і корона були посріблені.